# Cryptodesmus weberi
Cryptodesmus weberi är en mångfotingart som beskrevs av Pocock 1894. Cryptodesmus weberi ingår i släktet Cryptodesmus och familjen Cryptodesmidae. Inga underarter finns listade i Catalogue of Life.